# 태양 관측 위성

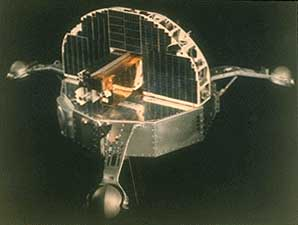

태양 관측 위성(太陽觀測衛星, 영어: Orbiting Solar Observatory, OSO)은 주로 태양 연구를 목적으로 한 미국의 9기의 인공위성이다. 8기는 1962년부터 1975년 사이에 델타 로켓을 이용해 미국 항공 우주국에 의해 성공적으로 발사되었다. 첫 번째 임무는 11년의 태양주기를 자외선과 X선으로 관측 할 수 있었다. 처음 7기, OSO 1, OSO 2, OSO 3 , OSO 4, OSO 5, OSO 6, OSO 7은 당시 Ball Brothers Research Corporation (BBRC)로 알려져 있던 볼 에어로 스페이스 & 테크놀로지로 만들어졌다. OSO 8은 Hughes Space and Communications Company에서 제조되었다.